# Список судов Антанты, задействованных в Дарданелльской операции
Список судов Антанты, задействованных в Дарданелльской операции 1915 года во время Первой мировой войны.

## Британский флот

### Гидроавианосцы
- - HMS Ark Royal (1914)
  - HMS Ben-my-Chree

### Дредноут
- - HMS Queen Elizabeth (1913)

### Линейные крейсеры
- - HMS Indefatigable (1909)
  - HMS Indomitable (1907)
  - HMS Inflexible (1907) (подорвался на мине и был поврежден 18 марта)

### Броненосцы
- - HMS Agamemnon (1906)
  - HMS Albion (1898)
  - HMS Canopus (1897)
  - HMS Exmouth (1901)
  - HMS Glory (1899)
  - HMS Goliath (1898) (торпедирован 13 мая)
  - HMS Hibernia (1905)
  - HMS Implacable (1899)
  - HMS Irresistible (1898) (подорвался на мине и затонул 18 марта)
  - HMS London (1899)
  - HMS Lord Nelson (1906)
  - HMS Magnificent (1894)
  - HMS Majestic (1895) (торпедирован 27 мая)
  - HMS Mars (1897)
  - HMS Ocean (1898) (подорвался на мине и затонул 18 марта)
  - HMS Prince George (1895)
  - HMS Prince of Wales (1902)
  - HMS Queen (1902)
  - HMS Russell (1901)
  - HMS Swiftsure (1903)
  - HMS Triumph (1903)[англ.] (торпедирован 25 мая)
  - HMS Venerable (1899)
  - HMS Vengeance (1899)

### Крейсеры
- - HMS Amethyst (1904)
  - HMS Bacchante (1901)
  - HMS Blenheim (1890)
  - HMS Chatham (1911)
  - HMS Cornwall (1902)
  - HMS Dartmouth (1911)
  - HMS Doris (1896)
  - HMS Dublin (1912)
  - HMS Edgar (1890)
  - HMS Endymion (1891)
  - HMS Europa (1897)
  - HMS Euryalus (1901)
  - HMS Grafton (1892)
  - HMS Heroic
  - HMS Kent (1901)
  - HMS Minerva (1895)
  - HMS Phaeton (1914)
  - HMS Sapphire (1904)
  - HMS Talbot (1895)
  - HMS Theseus (1892)

### Эскадренные миноносцы
- - HMS Arno (1914)
  - HMS Beagle (1909)
  - HMS Bulldog (1909)
  - HMS Chelmer (1904)
  - HMS Colne (1905)
  - HMS Foxhound (1909)
  - HMS Grampus (1910)
  - HMS Grasshopper (1909)
  - HMS Hussar (1894)
  - HMS Jed (1904)
  - HMS Kennet (1903)
  - HMS Louis (1913) (уничтожен артиллерийским огнём 31 октября)
  - HMS Lydiard (1914)
  - HMS Mosquito (1910)
  - HMS Partridge (1916)
  - HMS Pincher (1910)
  - HMS Racoon (1910)
  - HMS Rattlesnake (1910)
  - HMS Renard (1909)
  - HMS Ribble (1904)
  - HMS Scorpion (1910)
  - HMS Scourge (1910)
  - HMS Usk (1903)
  - HMS Wear (1905)
  - HMS Wolverine (1910)

### Мониторы
- - HMS Abercrombie
  - HMS Earl of Peterborough
  - HMS Havelock
  - HMS Humber
  - HMS Raglan
  - HMS Roberts
  - HMS Sir Thomas Picton
  - HMS M33

### Шлюпы
- - HMS Anemone
  - HMS Aster
  - HMS Heliotrope
  - HMS Honeysuckle
  - HMS Jonquil

### Подводные лодки
- - HMS B6
  - HMS B11
  - HMS E2
  - HMS E7 (потоплена 5 сентября)
  - HMS E11
  - HMS E14
  - HMS E15 (повреждена 19 апреля)
  - HMS E20 (торпедирована и затонула 5 ноября)

### Другие
- - HMS Triad (яхта)
  - HMS Egmont
  - HMS Canning
  - HMS Hector
  - HMS Manica

## Французский флот

### Броненосцы
- - Bouvet (подорвался на мине и затонул 18 марта)
  - Charlemagne
  - Gaulois
  - Henri IV
  - Masséna
  - Saint Louis
  - Suffren (1899)
  - Веритэ (броненосец)

### Крейсеры
- - Jauréguiberry
  - Jeanne d’Arc
  - Latouche Tréville

### Подводные лодки
- - Bernoulli
  - Joule (подорвалась на мине и затонула 1 мая)
  - Mariotte (потоплена 27 июля)
  - Saphir (затонула 15 января)
  - Turquoise (захвачена 30 октября)

## Российский флот

### Крейсер
- Аскольд

## Австралийский флот

### Подводная лодка
- HMAS AE2 —  (затоплена 29 апреля)